# '14-'18 (musical)

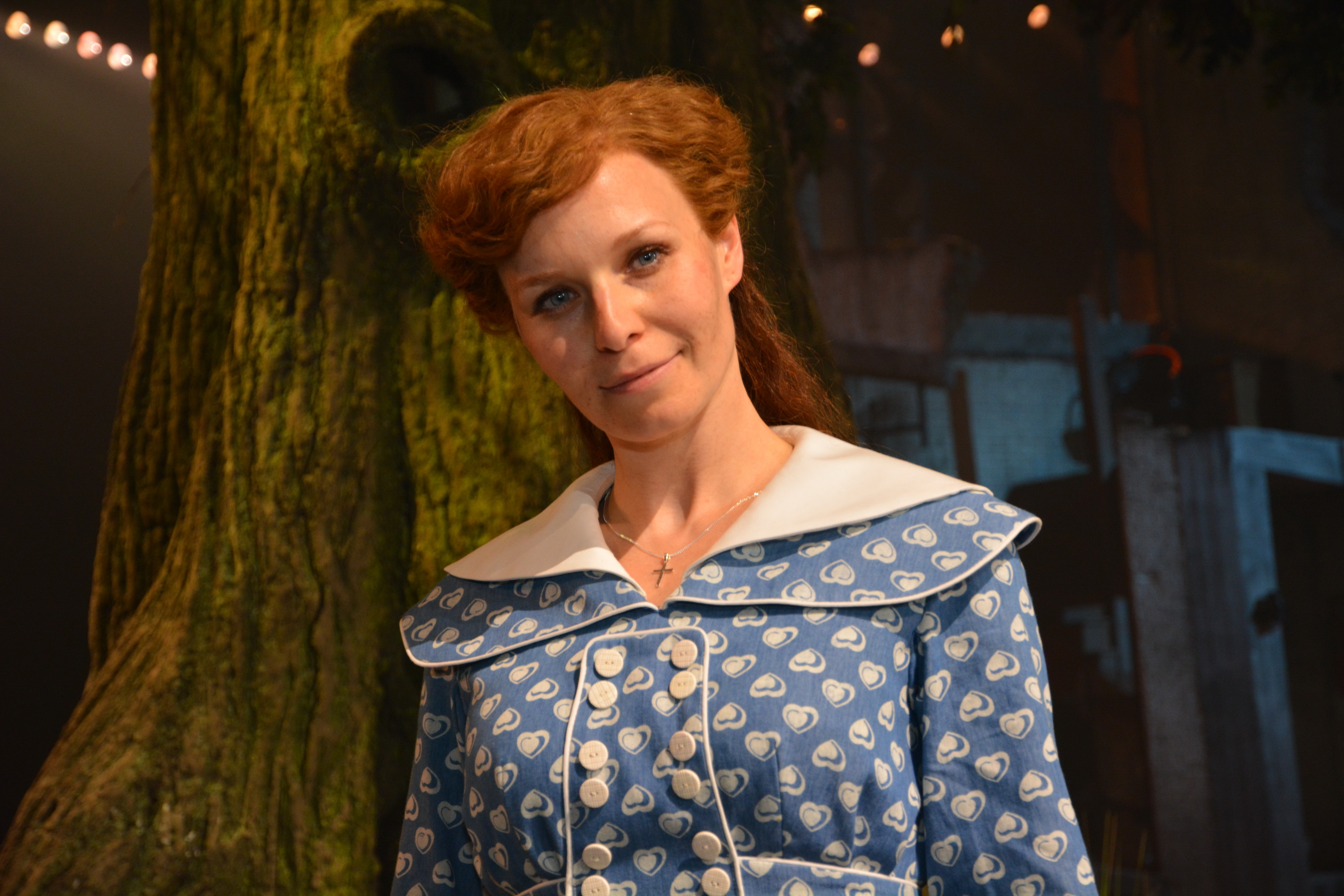
Free Souffriau tijdens een open repetitie als Anna, echtgenote van Jan

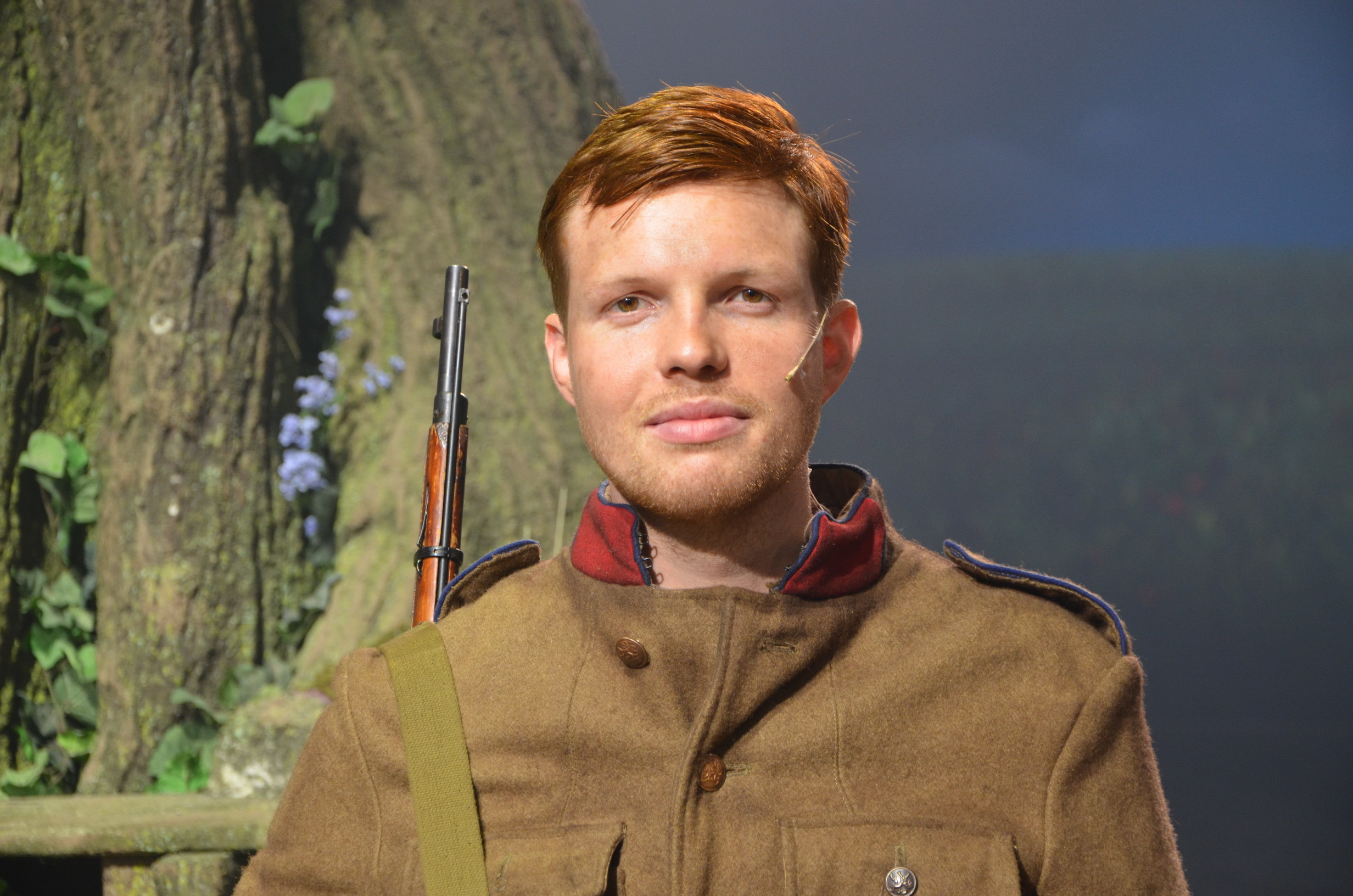
Jelle Cleymans tijdens een open repetitie als Jan

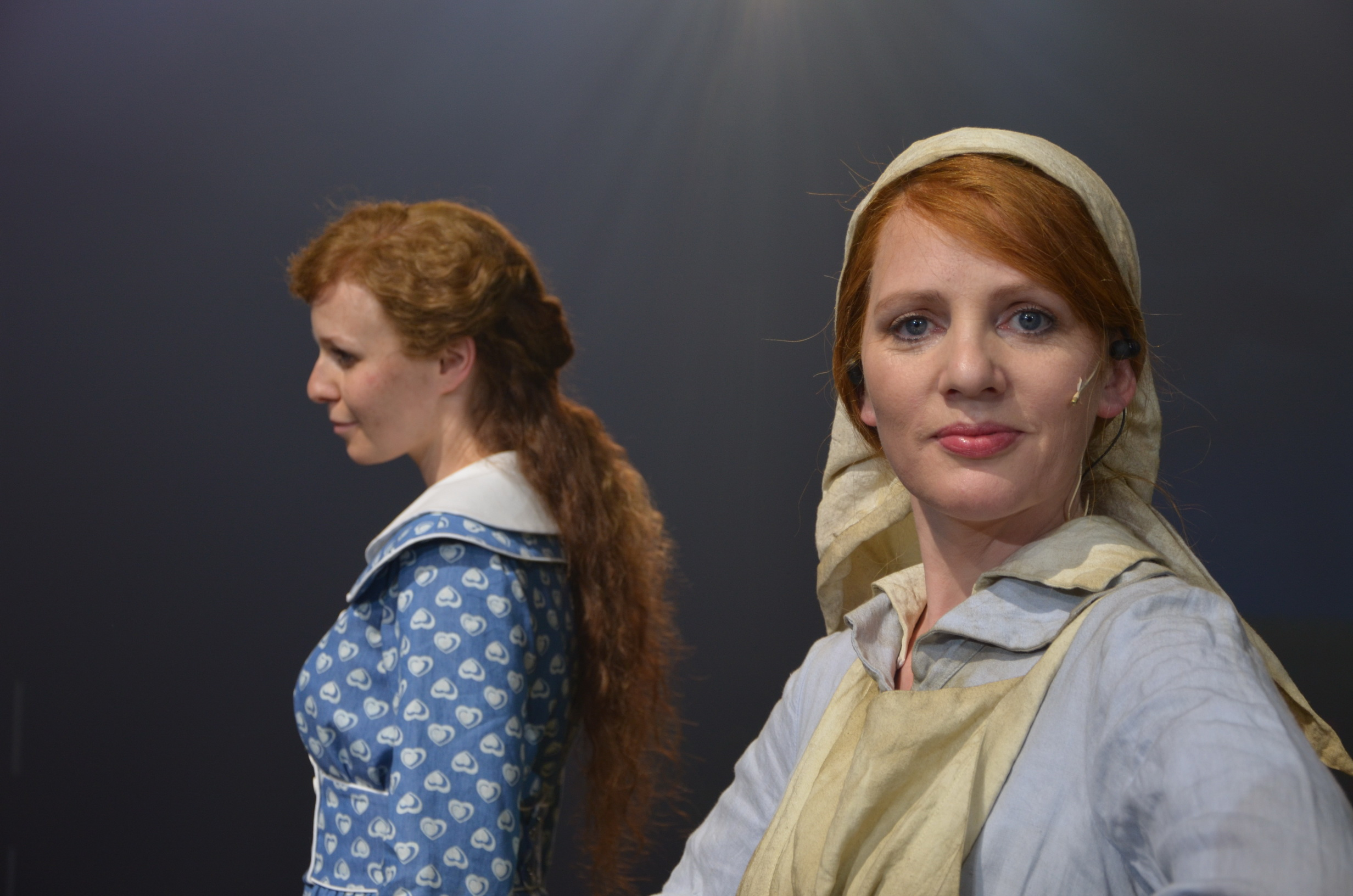
Maaike Cafmeyer tijdens een open repetitie als de verpleegster Céline

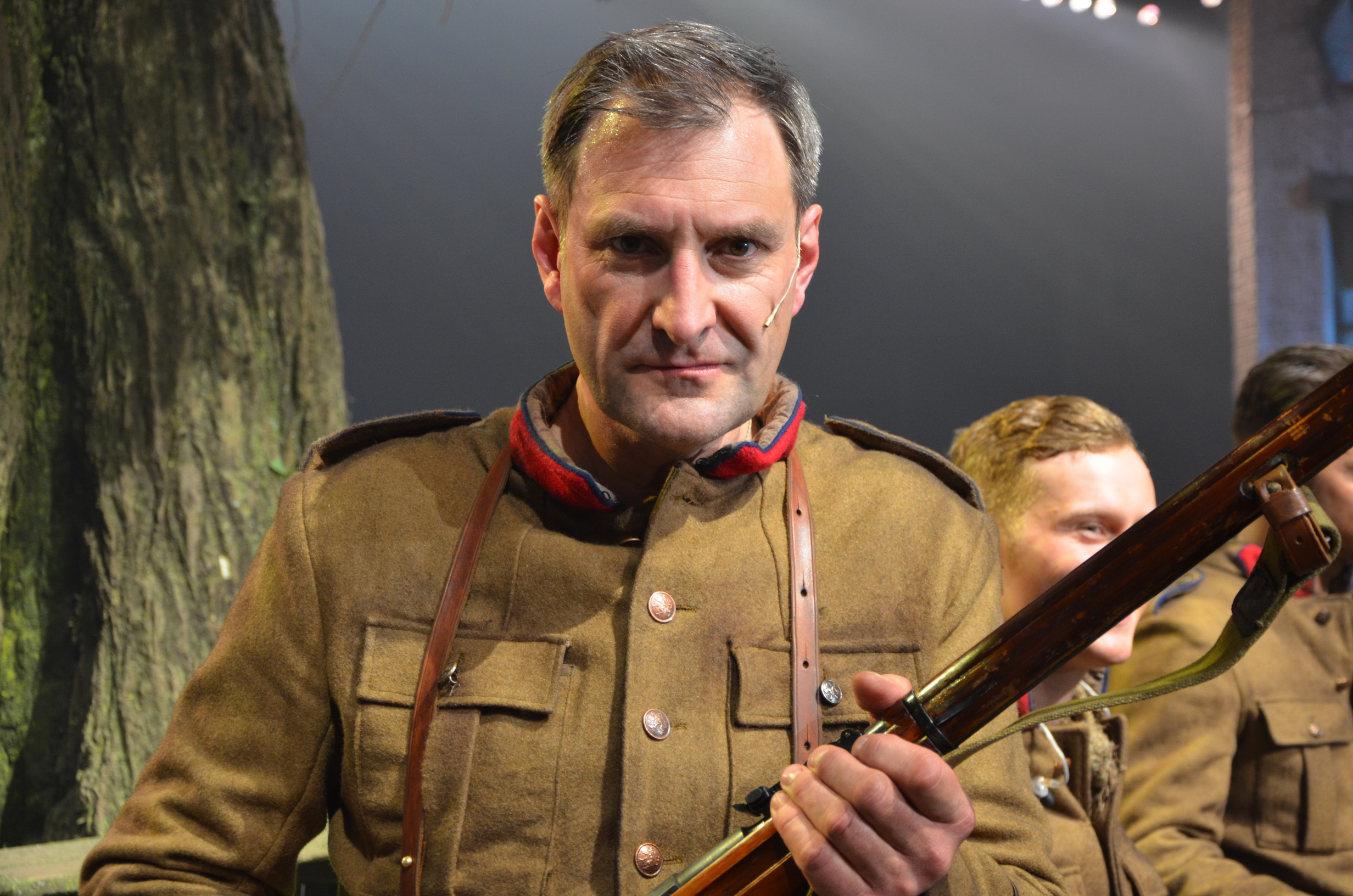
Peter Van De Velde tijdens een open repetitie als Sergeant Dedecker

 '14-'18 was een Vlaamse musicalproductie van Studio 100 uit 2014 in regie van Frank Van Laecke. Ze ging in première op 20 april 2014.
De spektakelvoorstelling werd vertolkt in de grote ruimtes van de Mechelse Nekkerhal op een speelvlak van 18.000 m², waar het publiek het schouwspel kon bekijken vanop een rijdende tribune. Het script is van Frank Van Laecke en Allard Blom, die ook de liedteksten schreef. De muziek werd gecomponeerd door Dirk Brossé. Daarmee bestond het creatief team uit dezelfde personen die ook Daens uitwerkten.
De voorbereiding van de musical nam drie jaar in beslag. Bij de voorstelling speelden bijna 150 acteurs en figuranten mee, naast enkele paarden. De dag van de première waren al 120.000 tickets verkocht voor de voorstellingen van de volgende maanden. In totaal gingen 335.000 bezoekers naar de musical kijken.
Op 22 mei 2023 werd aangekondigd dat Studio 100 de musical opnieuw op de planken zou gaan brengen vanaf juni 2024 in het Studio 100 Pop-Up theater in Puurs.

## Het verhaal
De musical is gesitueerd in de Belgische loopgraven van de Grote Oorlog. Jan en zijn jongere broer Kamiel, hun beste vriend Fons, en de stoere Albert zijn gemobiliseerd. Waar ze eerst nog geloven dat het een korte strijd zal worden, komen ze in de langdurige stellingenoorlog terecht in gruwelijke omstandigheden.
Jan wil zijn echtgenote Anna en zijn pasgeboren zoon kunnen bezoeken, Albert wil zijn vriendinnen zien, Kamiel wil vooral weg uit de loopgraven en Fons hoopt iets te kunnen beginnen met de verpleegster Céline. Maar bovenal moeten de vier zien te overleven in de Grote Oorlog.
De voorstelling wordt geopend met een uitleg over het begin van de Eerste Wereldoorlog. Op 28 juni 1914 wordt de Aartshertog van Oostenrijk-Hongarije door een Servische Nationalist vermoord. Hierdoor verklaart Oostenrijk-Hongarije de oorlog aan Servië, beiden kanten gesteund door hun respectievelijke Geallieerden, Het Duitse Keizerrijk en Rusland. Als een sneeuwbal-effect verklaart Frankrijk de oorlog aan Duitsland en wordt België betrokken door een Duitse inval, in poging zo Frankrijk te kunnen flankeren. Zo verklaart ook Engeland en zijn kolonies de oorlog aan Duitsland en volgt ook jaren later de Verenigde Staten van Amerika. De oorlog heeft miljoenen doden en gewonden als gevolg. Ook blijft dit ons verhaal, omdat ook wij kinderen zijn van de Grote Oorlog ("Ouverture"). Duitse troepen trekken België binnen, dit gevolgd met vrij veel geweld. De burgerbevolking slaat op de vlucht, met alle materialen die ze mee kunnen nemen, gaande van kleren tot meubels. Terwijl er vluchtig afscheid wordt genomen van vrienden en familie, schiet het leger ook in actie en nemen ze hun posities in  aan het IJzerfront in oktober 1914 (Dies Irae).

## Rolverdeling

### Versie 2014
| Rol                | Acteur             | vervanging/alternate/understudy               |
| ------------------ | ------------------ | --------------------------------------------- |
| Jan                | Jelle Cleymans     | Alexander Metselaar (us)                      |
| Anna               | Free Souffriau     | Nathalie de Mey (us)                          |
| Fons               | Jonas Van Geel     | Pieter Klinck (us)                            |
| Albert             | Bert Verbeke       | James Cooke (us, later vervanging)            |
| Kamiel             | Lander Depoortere  | Floris Devooght (us)                          |
| Sergeant De Decker | Peter Van De Velde | Jan Schepens (us)                             |
| Generaal           | Jo De Meyere       | Mike Verdrengh                                |
| Deprez             | Louis Talpe        | -                                             |
| Celine             | Maaike Cafmeyer    | Marie Vinck (vervanging) Jasmine Jaspers (us) |

### Versie 2024
| Rol                | Acteur                                         | Alternate/Understudy                                                                     |
| ------------------ | ---------------------------------------------- | ---------------------------------------------------------------------------------------- |
| Jan                | Jelle Cleymans                                 | Yanni Bourguignon (alternate) Martijn Claes (US, run 1 & 2) Jeroen Logghe (US, run 3)    |
| Anna               | Sandrine Van Handenhoven Lotte Stevens (run 3) | Lien Van Den Bossche (US, run 1) Femke Verschueren (US, run 2 & 3)                       |
| Fons               | Jonas Van Geel                                 | Jérémie Vrielynck (alternate) Pieter Casteleyn (US, run 1) Douwe Debroux (US, run 2 & 3) |
| Albert             | Niels Destadsbader Bert Verbeke (run 2 & 3)    | Wout Sels (US)                                                                           |
| Kamiel             | Remi De Smet                                   | Daan Keisse (US, run 1 & 2) Andres Vercoutere (US, run 3)                                |
| Sergeant De Decker | Peter Van De Velde                             | Nordin De Moor (US, run 1 & 3 / Alternate run 2) Martijn Claes (run 2)                   |
| Generaal           | Marc Peeters                                   | Ron Cornet (alternate) Tim Saey (US, run 1 & 3) Dirk Van De Merlen (US, run 2)           |
| Celine             | Charlotte Timmers Free Souffriau (run 3)       | Liesbeth Roose (US)                                                                      |

### Wissels

#### 2014
De rol van de generaal werd vanaf 5 september afgewisseld tussen Jo De Meyere en Mike Verdrengh. Op 17 september 2014 werd Maaike Cafmeyer vervangen door Marie Vinck. Op 1 oktober werd Bert Verbeke, die de rol van Albert op zich nam, vervangen door James Cooke.

## Ensemble
2014
Jan Schepens, Jurgen Stein, Dirk Bosschaert, Fabrice Pillet, Joris De Beul, Dimitri Verhoeven, Steven Colombeen, Alexander Metselaar, James Cooke, Pieter Klinck, Nordin De Moor, Leendert De Vis, Hilde Norga, Karina Mertens, Anke Helsen, Olivier Bracke, Floris Devooght, Johnny Barendsen, Liv Van Aelst, Nathalie De Mey, Jasmine Jaspers, Christof Chapsis en Lien Focke.

2024
Jurgen Stein, Nordin De Moor, Hilde Van Wessepoel, Tim Saey, Steven Colombeen, Florence Van Laecke, Baptiste Vuylsteke, Sven Tummeleer, Martijn Claes, Noah Pedro Mollet, Pieter Casteleyn, Eline Van Ginderen, Tessy Torfs, Lien Van Den Bossche, Ian Schelfaut, Wout Sels, Lander Van Nuffelen, Daan Keisse, Liesbeth Roose, Kobe Donckers, Laura Seys, Douwe Debroux, Alexander pe Boone, Charline Catrysse, Jeroen Logghe, Maja Van Honsté, Brent Pannier, Thibault Gellinck, Mike Wauters, Elke Buyle.

## Musicalnummers
- Ouverture - Dies Irae Ensemble
- On les aura Cast & ensemble
- Lieve Liefste Jan, Kamiel, Fons & Albert
- Voor da ge't weet Cast & ensemble
- Schol! Cast & ensemble
- Wanneer Jan & Anna
- Mijn handen (2014) /  Nog zoveel om voor te leven (2024) Kamiel
- Nooit Alleen Cast & ensemble
- Als een Man Fons, Jan & Ensemble
- Wanneer (reprise)Jan & Anna
- Uw hand in mijn hand Jan & Anna
- Van dag tot dag Cast & ensemble
- Stille Nacht Jan & ensemble
- Uw hand in mijn hand (reprise) Ensemble
- Niemandsland (2024) Sergeant De Decker
- Dies Irae (reprise) Cast & ensemble
- Lieve Liefste (reprise) Anna
- Nooit Alleen (reprise) Cast & ensemble
- Finale & Curtain Calls 14-18 Tutti

## Sequel
Op 21 mei 2015 is door Studio 100 bevestigd dat, door het succes van de musical, er een vervolg komt. Dit vervolg focust op het verzet en collaboratie in Antwerpen tijdens de Tweede Wereldoorlog en kreeg de naam '40-'45. Deze musical is op 7 oktober 2018 in première gegaan in het Studio 100 Pop-uptheater te Puurs.
Ondanks het feit dat deze musical was aangekondigd als een vervolg op '14-'18, staan de twee verhalen los van elkaar.

## Trivia
- Tijdens de voorstelling zat het publiek op een rijdende tribune. Deze tribune, waarop 1880 toeschouwers konden plaatsnemen, verplaatste zich 150 meter in het spektakel en kon een maximale snelheid bereiken van een halve meter per seconde.
- Het decor werd gevormd door 11 decorelementen die lasergestuurd doorheen het speelvlak reden.

'14-'18 · '40-'45 (België) · '40-'45 (Nederland) · 1830 · De 3 Biggetjes · 3 Musketiers · Aida · Albert I · Alice in Wonderland · A xXxmas Carola · Anatevka · Assepoester · Belle en het Beest · Billie Holiday · Bloedbroeders · The Bodyguard · Cabaret · Camelot · Cats · Chicago · Ciske de Rat · Cyrano de Bergerac · De Schone van Boskoop · Daens · Damiaan · Dirty Dancing · Doe Maar! · Domino · Doornroosje · Dracula · Drood · Elisabeth · Evita · Fame · De Finale · Flashdance · Foxtrot · Goodbye, Norma Jeane · Grease · Hair · High School Musical · De Jantjes · Jeanne d'Arc · Jekyll & Hyde · Jersey Boys · Jesus Christ Superstar · Kadanza · De kleine zeemeermin · Koning van Katoren · Kruimeltje · Kuifje: De Zonnetempel · Kunt u mij de weg naar Hamelen vertellen, mijnheer? · The Last Five Years · Lelies · The Lion King · The Little Mermaid · Love Story · Lover of Loser · Mamma Mia! · De man van La Mancha · Marie-Antoinette · Mary Poppins · Les Misérables · Miss Saigon · Muerto! · De Muze van Rubens · My Fair Lady · On Your Feet! · Op hoop van Zegen · Oorlogswinter · The Passion · Pauline & Paulette · The Phantom of the Opera · Pinokkio · Red Star Line · Rembrandt · Robin Hood · Romeo en Julia, van Haat tot Liefde · De Rozenoorlog · Rubens · Shhh...it happens! · Shrek · Soldaat van Oranje · Spring Awakening · De sprookjesmusical Klaas Vaak · Sneeuwwitje · The Sound of Music · Tarzan · Titanic · Turks fruit · Urinetown · De Vliegende Hollander · Wat Zien Ik?! · Wicked · The Wild Party · The Wiz · Wickie de viking de musical
    Portaal Musical